# Køreplan
En køreplan er en oversigt over, hvornår tog, busser eller sporvogne kører ad en given strækning eller linje. I daglig tale bruges det både om oversigter for enkelte strækninger/linjer og for samlinger af sådanne oversigter for et givent område eller selskab.

## Publikumskøreplaner
I den mest grundige udformning indeholder en køreplan angivelse af samtlige ture med angivelse af alle afgange fra alle stationer eller stoppesteder undervejs. Ved strækninger og linjer med mange ture og/eller stop undervejs forenkler man dog ofte køreplanen. En typisk måde er faste minuttal i hele eller dele af driftstiden, hvor der køres på bestemte minuttal hver time, f.eks. 02, 22 og 42. Her kan man så nøjes med at angive disse i stedet for at gentage dem time for time. Køres der ofte kan der dog i stedet angives omtrentlige intervaller, f.eks. 7-8 min. En anden forenkling er kun at angive udvalgte stop undervejs, i det der dog så typisk suppleres med en særskilt liste over samtlige stop undervejs. Denne kan så suppleres af uddybende oplysninger så som omtrentlige køretider eller taktszoner.
Trykte køreplaner kan laves som foldere eller små hæfter for en enkelt linje eller strækning eller for flere i et område. De er typisk tilgængelige i busser, sporvogne, stationer og hos trafikselskabernes egne salgs- og informationssteder. Samlede køreplaner for et område eller trafikselskab laves typisk som paperbacks, der også kan indeholde takster og rejsebestemmelser, og sælges normalt kun på større stationer og informationssteder. Efterhånden viger de trykte køreplaner dog flere steder tilbage for elektronisk information så som trafikselskabernes hjemmesider, ligesom der nogle steder findes søgemaskiner som f.eks. Rejseplanen, der kan søge på rejser på tværs af linjer og transportmidler. På de enkelte stationer og stoppesteder opsættes gerne oversigter over hvornår og hvortil, der køres fra det givne sted, mens uddybende oplysninger om stop undervejs og køretider varierer fra selskab til selskab. Efterhånden tilbyder flere selskaber også mulighed for aktuel information om afgange pr. sms.
Afhængig af de lokale forhold kan køreplanerne suppleres med en række forskellige oplysninger. Det kan være basale oplysninger om, at der ikke køres visse dage eller tilslutning til andre strækninger og linjer. Men det kan også være mere specifikke så som krav om pladsbillet, tog med servering, gennemgående forbindelser, togforbindelser med navne eller afgange, der ikke følger det vanlige standsningsmønster eller kun kører en del af vejen. Dette er ikke mindst relevant ved driftens hhv. myldretidens start og slut, hvor materiellet skal fra og til depot, remise eller garage, som ikke nødvendigvis ligger i nærheden af en endestation. I andre tilfælde kan der være tale om, at sidste tog på en strækning standser ved alle stationer, så alle kan komme hjem, eller modsat at sidste bus kun kører så langt, som der er passagerer at afsætte.
I alle tilfælde gælder at omfanget af kørslen i løbet af driftstiden varierer efter en række faktorer. De mest grundlæggende er tidspunktet på døgnet og ugedage, hvor der typisk køres ofte i myldretiden men noget mere beskedent og nogle steder slet ikke om aftenen og i weekenderne. Årstiderne kan også spille ind, så der ikke behøves så ofte om sommeren i byer, hvor mange cykler, mens der modsat kan være behov for ekstra kørsel til forlystelsesparker. Også skoler og andre uddannelsesinstitutioner kan påvirke, hvor en del afgange og deciderede skolebusser simpelthen kun kører på skoledage. Særlige forhold gælder om natten, hvor de fleste strækninger og linjer holder stille, men hvor der nogle steder opereres med særlige natlinjer.
Varigheden for en given køreplan varierer også. Typiske eksempler er dog køreplaner, der gælder for et helt eller halvt år ad gangen, eller hvor der skelnes mellem sommer- og vinterkøreplan, i det sommer og vinter dog kan være temmelig vide begreber. For nogle linjer kan det også være aktuelt med særlige køreplaner for ferier, mens skolebusser og en del myldretidslinjer modsat slet ikke kører i ferier. Men mens gyldigheden i alle disse tilfælde er fastsat på forhånd, så findes der også modsat tilfælde, hvor en given køreplan simpelthen gælder indtil videre. Nogle gange forventer man, at der vil komme en ny på et omtrentligt tidspunkt, men i andre tilfælde kan det vare lige til behovet eller andre forhold ændrer sig, uanset om det er få måneder eller flere år. Den form for fleksibilitet kan dog være noget upraktisk for passagererne, i det et selskab på den måde kan have en række mindre køreplansskift i løbet af et år.

## Interne planer
Udover de ovenfor beskrevne publikumskøreplaner opererer selskaberne også med forskellige interne køreplaner og oversigter til forskellige behov. Jernbaneselskaber har således tjenestekøreplaner, der også omfatter tog, der ikke fremgår af publikumskøreplanerne så som godstog og materieltog. Her kan også angives forhold som krydsninger, den togvægt køreplanen er beregnet ud fra og andet af intern interesse. En grafisk køreplan kan vise trafikken på en given bane, hvor de enkelte tog er indtegnet som skrå streger. Andre planer bruges til at vise hvilket materiel, der skal køre hvad, enkelte busser og sporvogne udstyres med vognplaner med en simpel køreplan for dagens kørsler, og kørende personale har planer for hvor og hvornår de skal køre.

## Ønsker, behov og det muliges kunst
Udarbejdelse af nye køreplaner, køreplanlægning, kan nok bedst betegnes som det muliges kunst. For der vil nemlig altid være en række ønsker, krav og behov, der skal vejes op mod både hinanden og det fysiske og økonomisk mulige foruden forskellige regler, aftaler og andre faktorer. For store selskaber kan det betyde, at arbejdet med en ny køreplan kan begynde over et år, før den træder i kraft, og derved reelt både før den foregående køreplanen overhoved er trådt i kraft, og før flere at de forhold der spiller ind kendes.
De fleste trafikselskaber er ejet af en eller flere offentlige myndigheder, der ofte også giver tilskud til driften og dækker eventuelle underskud. Af samme årsag vægter deres ønsker, krav og prioriteringer derfor højt. En kommune kan f.eks. have et ønske om en ny buslinje, der binder den sammen, mens en anden måske ønsker lokale omlægninger. Men der kan også være tale om krav om besparelser, hvad enten der nu er lavvande i de offentlige kasser, eller selskabet kører med for store underskud.
Udviklingen i samfundet kan føre til nye og ændrede behov. Hvis et industriområde f.eks. er under omdannelse til almindeligt boligområde, er der brug for betjening i hele driftsdøgnet, hvor man før hen kunne nøjes med at køre i myldretiden. Tilsvarende kan nye kvarterer, institutioner, forlystelsesparker osv. betyde, at der skal skaffes forbindelser steder, hvor det ikke før har været aktuelt. Men det kan også gå den anden vej, f.eks. hvis skoler bliver lukket eller slået sammen, så børnene skal andre steder hen end før. Atter andre faktorer kan være ændrede arbejdstider, åbningstider, skoleskemaer og andet, der betyder at passagererne har behov for ar rejse på andre tidspunkter. I nogle tilfælde vil udviklingen ske over en periode og ændringerne kan derfor ske gradvist. Men i andre tilfælde sker ændringerne på en bestemt dato, f.eks. ved lukningen af en skole.
Men uanset om der sker ændringer eller ej i passagernes behov, så gælder at hverken behovene eller passagerne ikke er jævnt fordelt. I en storby kan der være mange passagerer i de centrale bydele men færre i forstæderne, hvorfor behovet for betjening er forskelligt. På landet gælder til gengæld, at mange passagerer er skolebørn, hvorfor behovet derfor er størst, når de møder og får fri. Resten af tiden vil busserne så køre halvtomme rundt. Her er mindre busser imidlertid ikke nødvendigvis en løsning, da de netop vil være for små til de mange skolebørn.
Selskaberne kan imidlertid ikke nøjes med at betragte ønsker og behov for hver enkelt linje eller strækning enkeltvis. Mange passagerer skifte nemlig en eller flere gange undervejs og i en række tilfælde også mellem forskellige selskaber. Det kræver koordination, så passagererne på den ene side har tid til at skifte og på den anden side ikke kommer til at vente for længe. Men det betyder også, at ændringer et sted kan påvirke andre steder. Ændrer en jernbane f.eks. sin køreplan, må busserne der venter ved stationerne have ændret deres køreplaner tilsvarende. Men mange busser skal også have korrespondance med andre transportmidler, der måske ikke har behov for ændringer.
Men et er ønsker og behov, noget andet er hvad der faktisk er muligt. Transportmidler til den kollektive trafik er dyre, og leveringen af dem tager tid, så man kan ikke bare anskaffe ekstra, bare fordi en ny køreplan kræver det. I stedet vil man ofte umiddelbart operere med det materiel, man har til rådighed nu, også selvom det kan betyde, at ressourcer må flyttes fra et sted til et andet. Men selv hvor man ikke flytter, er man nødt til at tage højde for ting som transportmidlernes max-hastighed, acceleration og kapacitet. En køreplan kan f.eks. ikke kræve, at et tog kører 90 km/t, hvis dem man har til rådighed kun må køre 80 km/t. Til gengæld kan erstatning med nye tog betyde, at hastigheden netop kan sættes op.
De ydre forhold spiller imidlertid også en væsentlig rolle, idet man i sagens natur kun kan benytte den infrastruktur, der nu engang er til rådighed. For jernbaner og sporveje gælder f.eks. at mange strækninger er enkeltsporede, hvor togene hhv. sporvognene derfor må krydse hinanden bestemte steder. Det må køreplanen tilpasses efter, hvis man ikke vil anlægge flere krydsningsspor eller dobbeltspor. For alle transportmidler gælder desuden, at der skal standses ved stationer og stoppesteder, hvis placeringer og passagertal sjældent er jævnt fordelte. Her kan man vælge at lade visse afgange springe mindre benyttede stop over eller om nødvendigt helt nedlægge dem, så køretiden kan reduceres. Modsat kan nye boligkvarterer betyde anlæg af nye stop, hvilket giver længere køretid men også flere passagerer.

## Køreplanlægning
I gamle dage foregik køreplanlægning i hånden, men nu om stunder bruger køreplanlæggerne særlige computerprogrammer. Til brug for dem har man oplysninger om infrastruktur og materiel, ligesom man tæller passagererne og overvåger ændringer i rejsemønstrene. Det kan også være aktuelt at bevæge sig ud i marken for at se, om beregningerne holder stik, og hvilke forhold der påvirker driften i praksis. Indimellem skal der holdes høringer og møder med samarbejdspartnere for at få overblik over deres ønsker og ændringer. På baggrund af disse laves så et eller flere udkast, der skal i høring, og på baggrund af høringssvarene kan der så ske justeringer og ændringer. Efterfølgende bliver de nye køreplaner så godkendt, sendt til trykning og offentliggjort på hjemmesider og passagererne orienteret om ændringer, inden de træder i kraft.